# Cahiers pour l'Analyse
Cahiers pour l'Analyse var et fransksproget tidsskrift, der blev udgivet af en gruppe unge filosofistuderende ved École Normale Supérieure (ENS) i Paris. Tidsskriftet nåede at udkomme ti gange mellem 1966 og 1969. Et af målene med tidsskriftet var, inspireret af deres lærere Georges Canguilhem, Jacques Lacan og Louis Althusser, at udvikle filosofi baseret på formelle begrebers forrang og videnskabelig strenghed. Ved at forsøge at kombinere strukturalisme og psykoanalyse med logisk og matematisk formalisering, distancerede tidsskriftet sig fra filosofi, som baserer sig på fortolkning af mening (fx hermeneutik) eller levet erfaring (fx fænomenologi). De udviklede herved teori, der fortsat den dag i dag informerer noget af tidens vigtigste og mest provokerende teoretiske arbejde.
En del af teksterne er blevet oversat til engelsk og genudgivet af forlaget Verso Books i 2012 i to bind i bøgerne Concept and Form.

## Bidragydere
Der var i alt over 60 forskellige bidragydere til tidsskriftet. Blandt disse findes flere af det 20. og 21. århundredes største filosoffer og teoretikere. Tidsskriftet har bragt tekster af blandt andet:
| - Louis Althusser - Gaston Bachelard - Alain Badiou - George Boole - Jacques Bouveresse - Georges Canguilhem - Georg Cantor - Antoine Culioli - Jacques Derrida - René Descartes - Georges Dumézil | - Michel Foucault - Kurt Gödel - André Green - Martial Gueroult - Thomas Herbert aka. Michel Pêcheux - David Hume - Luce Irigaray - Jacques Lacan - Antoine Lavoisier - Serge Leclaire | - Claude Lévi-Strauss - Niccolò Machiavelli - Dimitri Mendeleev - Jacques-Alain Miller - Judith Miller - Jean-Claude Milner - Bernard Pautrat - François Regnault - Bertrand Russell - Daniel Paul Schreber |  |

## Eksterne henvisning
Forskere tilknyttet Kingston University (se hjemmeside) har - udover oversættelse og udgivelse - digitaliseret og katalogiseret tidsskriftet (engelsk)